# Kampf von Pinjarra
Der Kampf von Pinjarra, auch Massaker von Pinjarra genannt, fand am 28. Oktober 1834 in Pinjarra, Western Australia statt. Dabei tötete eine berittene Polizeitruppe unter Leitung von Gouverneur James Stirling 15 bis 30 Aborigines vom Stamm der Aborigines der Pinjarup (Noongar).
Zuvor, am 24. Juli 1834 wurden zwei Weiße, ein Soldat und ein Ex-Soldat, von Aborigines des Noongar-Stamms in einen Hinterhalt gelockt, wobei der Soldat getötet wurde und der andere „mit drei Speeren, die in seinem Rücken steckten“, flüchten konnte. Eine erste Suche nach den Tätern blieb erfolglos.

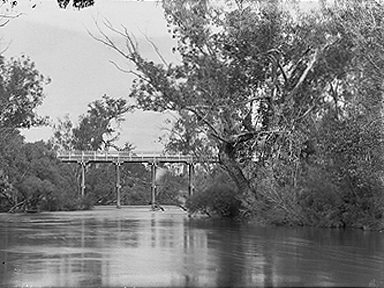
Brücke über den Murray River, in dem die Eingeborenen erschossen wurden.

Daraufhin stellte Stirling eine Gruppe von 25 berittenen Polizisten zusammen. Als das Camp der Noongar am Murray River gefunden wurde, sandte Stirling einen Trupp von fünf Polizisten direkt zum Camp, in dem sich etwa 70 Aborigines befanden, während sich die restlichen Polizisten verteilten, um das Camp von verschiedenen Seiten anzugreifen. Von den ersten fünf Polizisten, die das Camp erreichten, verloren drei während der Auseinandersetzung ihre Pferde, einer starb. Die Pinjarup kämpften zunächst. Als sie ihre Unterlegenheit erkannten, sprangen sie in den Fluss und tauchten ab. Als sie zum Luftholen auftauchten, wurden sie von den Polizisten erschossen.
Statt der ursprünglichen Bezeichnung Kampf von Pinjarra verwendet man oft stattdessen Massaker von Pinjarra, da Unbeteiligte, unter ihnen Kinder, zu Tode kamen.